# Ulrich Gotter

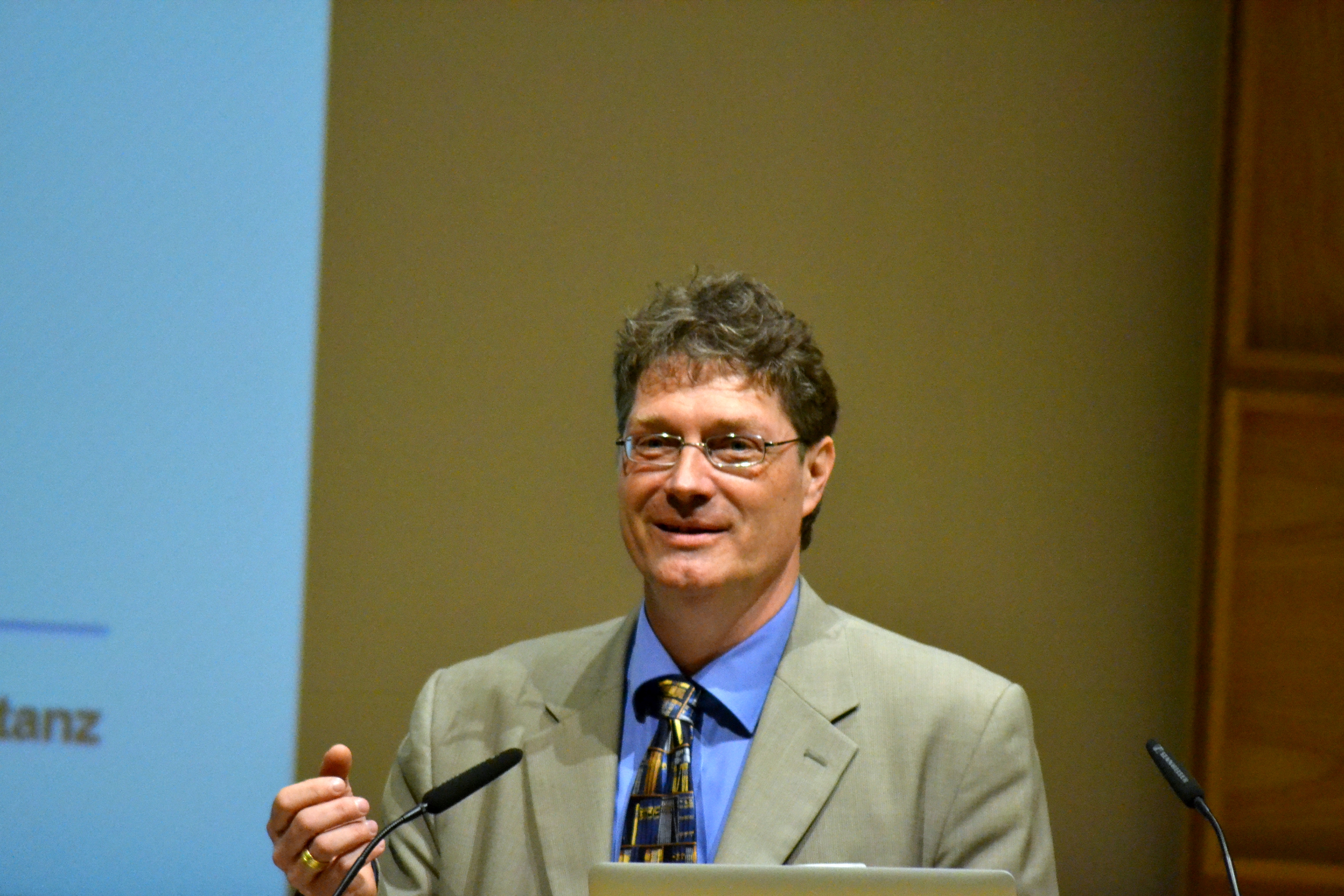
Ulrich Gotter bei einer Tagung im März 2015 in Düsseldorf.

Ulrich Gotter (* 19. April 1964 in Berlin) ist ein deutscher Althistoriker.

## Laufbahn
Ulriich Gotter studierte seit 1982 an den Universitäten Berlin und Freiburg und wurde 1992 an der Universität Freiburg mit einer Arbeit über die römische Innenpolitik nach der Ermordung Caesars bei Hans-Joachim Gehrke in Alter Geschichte promoviert. Anschließend war er bis 1998 Gehrkes Assistent. Er war Mitarbeiter in den Freiburger Sonderforschungsbereichen „Übergänge und Spannungsfelder zwischen Mündlichkeit und Schriftlichkeit“ (1994–1996) sowie „Identitäten und Alteritäten“ (1997–2000). 2002 habilitierte sich Gotter in Freiburg mit einer Arbeit über Griechenland in Rom? Die römische Rede über Hellas und ihre Kontexte. Die Studie blieb unpubliziert. Nach einer Tätigkeit als wissenschaftlicher Mitarbeiter an der Westfälischen Wilhelms-Universität in Münster von 2001 bis 2004 wurde er zum Wintersemester 2004/05 Professor und Lehrstuhlinhaber für Alte Geschichte an der Universität Konstanz. Einen Ruf an die Universität Freiburg als Nachfolger von Aloys Winterling lehnte er 2009 ab. 2022/23 war er Gastprofessor an der University of Toronto.
Gotters hauptsächliches Arbeitsgebiet ist die römische Geschichte der späteren Republik und frühen Kaiserzeit; hinzu kommen Publikationen zur spätantiken Religionsgeschichte und zur hellenistischen Monarchie. Von 1999 bis 2006 leitete er gemeinsam mit Detlev Wannagat und Kai Trampedach das DFG-Projekt Vom Tempelstaat zur Stadtgemeinde: Transformation und Integration des Territoriums von Olba/Diokaisareia zwischen Hellenismus und Spätantike, das umfassende archäologische Feldforschungen in der Türkei beinhaltete.

## Arbeiten

### Monographien
- Der Diktator ist tot! Politik in Rom zwischen den Iden des März und der Begründung des Zweiten Triumvirats (= Historia-Einzelschriften, 110), Stuttgart 1996.
- Griechenland in Rom? Die römische Rede über Hellas und ihre Kontexte (3.–1. Jhdt. v. Chr.). Unpublizierte Habilitationsschrift, Freiburg 2001.

### Herausgeberschaften
- Römische Geschichtsschreibung von den Anfängen bis Livius. Autoren – Gattungen – Kontexte. Darmstadt 2003 (Mitherausgeber).
- From Temple to Church. Destruction and Renewal of Local Cultic Topography in Late Antiquity. Leiden 2008 (Mitherausgeber).
- Religiöse Vielfalt und der Umgang mit Minderheiten. Konstanz 2014 (Mitherausgeber).
- Augustus and the Destruction of History. The Politics of the Past in Early Imperial Rome. Cambridge 2019 (Mitherausgeber).
- Identität aus Stein. Die Athener Akropolis und ihre Stadt. München 2022 (Mitherausgeber).
- A culture of civil war? Bellum civile and political communication in late Republican Rome (= HABES. Bd. 65).  Stuttgart 2023 (Mitherausgeber).

### Wichtige Aufsätze
- ›Akkulturation‹ als Methodenproblem der historischen Wissenschaften. In: Wolfgang Eßbach (Hrsg.): Wir – ihr – sie. Identität und Alterität in Theorie und Methode, Würzburg 2000, S. 373–406.
- Thekla gegen Apoll. Überlegungen zur Transformation regionaler Sakraltopographie in der Spätantike. In: Klio 85, 2003, S. 189–211.
- Fundamental Differences and Cross-Cultural Contact. Greek and Roman Concepts of Power. In: Harvard Studies in Classical Philology 104, 2008, S. 179–230.
- Die Nemesis des Allgemein-Gültigen. Max Webers Charisma-Begriff und die antiken Monarchien. In: Pavlína Rychterova, Stefan Seit (Hrsg.): Das Charisma. Funktionen und symbolische Repräsentationen, Berlin 2008, S. 173–186.
- Cato’s Origines. The Historian and His Enemies. In: Andrew Feldherr (Hrsg.): The Cambridge Companion to the Roman Historians, Cambridge 2009, S. 108–122.
- Zwischen Christentum und Staatsraison. Römisches Imperium und religiöse Gewalt. In: Johannes Hahn, Stephen Emmel (Hrsg.): Staat und religiöser Konflikt. Imperiale und lokale Verwaltung und die Gewalt gegen Heiligtümer in der Spätantike, Berlin – New York 2011, S. 133–158.
- Der Tyrann mit dem Rücken zur Wand. Neros künstlerische Selbstexpansion. In: Albrecht Koschorke, Konstantin Kaminskij (Hrsg.): Despoten dichten. Sprachkunst und Gewalt, Konstanz 2011, S. 27–64.
- The Castrated King, or: The Everyday Monstrosity of Late Hellenistic Kingship. In: Nino Luraghi (Hrsg.): The Splendors and Miseries of Ruling Alone. Encounters with Monarchy from Archaic Greece to the Hellenistic Mediterranean, Stuttgart 2013, S. 207–230.
- Überblendungen. Kaiser, Kirche und das Problem der zivilen Gewalt in der Spätantike. In: Kai Trampedach, Andreas Peçar (Hrsg.): Theokratie und theokratischer Diskurs, Tübingen 2013, S. 165–196.
- Penelope’s Web, or how to become a bad emperor post mortem. In: Henning Börm (Hrsg.): Antimonarchic Discourse in Antiquity, Stuttgart 2015, S. 215–233.
- Konkurrenz und Konflikt. Die Krise der römischen Aristokratie im 2. Jahrhundert v. Chr. In: Josef Matzerath, Claudia Tiersch (Hrsg.): Aristoi – Nobiles – Adelige. Europäische Adelsformationen und ihre Reaktionen auf gesellschaftliche Umbrüche, Berlin 2020, S. 65–90.
- Siegreiche Kaiser? Zur Genese einer prekären Konstellation. In: Charalampos I. Chrysafis u. a. (Hrsg.): Basileus eirenophylax. Friedenskultur(en) und monarchische Repräsentation in der Antike, Stuttgart 2023, S. 259–275.
- Writing down uncivil wars. Or: How Roman generals justified themselves in the wake of civic bloodshed. In: Henning Börm, Ulrich Gotter, Wolfgang Havener (Hrsg.): A culture of civil war?, Stuttgart 2023, S. 177–197.